# Brookula proseila
Brookula proseila is een slakkensoort, de plaatst in een familie is onzeker. De wetenschappelijke naam van de soort is voor het eerst geldig gepubliceerd in 2005 door Absalão & Pimenta.